# George Bennett
George Bennett, född 	31 januari 1804 i Plymouth, död 29 september 1893 i Sydney, var en brittisk-australisk kirurg, botaniker och zoolog.

## Biografi
Bennett reste som kirurg och naturvetare på fartyget Sophia på dess resa till Söderhavet och Australien år 1834. Han återvände till Storbritannien men reste tillbaka och bosatte sig år 1836 permanent i Australien, där han blev Australian Museums första kurator. Auktorsnamnet G.Benn. kan användas för George Bennett i samband med ett vetenskapligt namn inom botaniken; se Wikipediaartiklar som länkar till auktorsnamnet.

## Eponymer
Arter uppkallade efter Bennett innefattar:
- Enhydris bennetti
- Diporiphora bennettii
- Dendrolagus bennettianus